# Mercedes-Benz Argentina
Mercedes-Benz Argentina S.A.U. — аргентинское подразделение компании Mercedes-Benz в Виррей-дель-Пино (Ла-Матанса). Является первым подразделением Mercedes-Benz Group за пределами Германии.

## История
6 сентября 1951 года компания Mercedes-Benz была основана в Аргентине как общество с ограниченной ответственностью. Первыми ключевыми фигурами компании являлись Хорхе Антонио, Атилио Гомес, Герман Тиммерман и Сезар Рубин, а доктор Ройг исполнял обязанности попечительского совета. В 1952 году в Хенераль-Сан-Мартине началась сборка грузовых автомобилей Mercedes-Benz L3500 и легковых автомобилей Mercedes-Benz 170 SD.
В 1954 году офис компании Mercedes-Benz был открыт в Буэнос-Айресе в присутствии канцлера Германии Людвига Эрхарда и других известных людей. Также начался выпуск трансмиссий и автобусов.
В июле 1956 года завод в Сан-Мартине был ликвидирован, и всё производство было перенесено в Гонсалес. В 1958 году попечительский совет был обновлён, а в 1959 году в Аргентине был построен второй завод компании. Началось производство автомобилей Mercedes-Benz L312 и автобусов на их базе. С 1963 года компания выпускает различные двигатели.
В 1971 году началось производство пикапа 220 D грузоподъёмностью 650 кг с дизельным двигателем мощностью 65 л. с. В 1972 году компания начала выпускать автобусные шасси с колёсной базой 5,17 метров. В 1974 году компания начала выпуск грузового автомобиля L 1517 с двигателем Mercedes-Benz OM352 A мощностью 156 л. с., гидравлическим рулевым управлением и усилителем коробки передач. Пятикратный чемпион Формулы-1 Хуан Мануэль Фанхио был назначен президентом попечительского совета. Эту должность он занимал до 1987 года, когда стал почётным президентом до своей смерти в 1995 году.
В 1975 году началось производство автомобиля L914, а в 1977 году был налажен выпуск автобусов с гидравлическим рулевым управлением. Началось производство грузовика L 1514 и автобусов LO 914 и O 170 (заменившего O 140) с двигателем Mercedes-Benz OM352A мощностью 156 л. с.
В ночь на 30 сентября 1977 года на заводе случился пожар, который привёл к разрушению около 8000 квадратных метров подвальных помещений. За две недели последствия пожара были ликвидированы, и компания Mercedes-Benz Argentina возобновила свою работу.
В 1978 году гамма грузовых автомобилей была модернизирована с появлением кабины с высокой крышей. В 1979 году началось производство автобуса OC-1214. 1 сентября того же года завод был реконструирован.
В 1980 году были открыты помещения медицинской службы в Гонсалес-Катане площадью 640 квадратных метров. Одновременно была представлена гамма автомобилей LO 1114 с автоматической коробкой передач. На их базе выпускали грузовые экспортные шасси OH 114 и автобусные шасси OH 1314 с заднемоторной компоновкой.
В 1987 году компания Mercedes-Benz Argentina начала выпуск автобусов с заднемоторной компоновкой. Начиная с 1996 года, произошло слияние компаний Mercedes-Benz Argentina и Chrysler. В то же время началось производство автомобилей Mercedes-Benz Sprinter.
3 мая 2000 года компании Mercedes-Benz Argentina и Chrysler Argentina объединились в DaimlerChrysler Argentina S.A. 20 ноября того же года было выпущено 50000 единиц полноприводных Sprinter. В 2001 году компания MBA начала производство праворульной версии Sprinter, которая экспортировалась в Австралию, Южную Африку и Новую Зеландию.
В 2007 году сотрудничество с Chrysler было расторгнуто. С 2013 года компания Mercedes-Benz Argentina расширяет гамму грузовых автомобилей, начиная с Atron. В 2015 году на производственную линию были добавлены минивэны Mercedes-Benz Vito, импортированные с Бразилии. В 2020 году производство автомобилей Mercedes-Benz Vito в Аргентине было остановлено.
В 2016 году в модельный ряд вошли автомобили Mercedes-Benz Atego, а в 2019 году — Mercedes-Benz Accelo.

## Продукция

### Выпускаемые автомобили
| Название | Тип    | Страна    | Годы производства      | Изображение |
| -------- | ------ | --------- | ---------------------- | ----------- |
| Sprinter | Фургон | Аргентина | 1996 — настоящее время |             |

### Импортные модели
- A-Class
- C-Class
- E-Class
- G-Class
- GLA SUV
- GLB SUV
- GLC SUV
- GLE SUV